# Jonathan Silverman
Jonathan Elihu Silverman (ur. 5 sierpnia 1966 w Los Angeles) – amerykański aktor i producent telewizyjny i filmowy.

## Życiorys
Urodził się w Los Angeles w Kalifornii jako syn rabina Hillela Emanuela i Devory (z domu Halaban) Silvermanów. Uczęszczał do Beverly Hills High School, gdzie zapisał się do klasy teatralnej z Davidem Schwimmerem. Naukę kontynuował na University of Southern California i Uniwersytecie Nowojorskim.
Przez ponad dziesięć lat grał w drużynie piłkarskiej Hollywood All-Stars. Karierę aktorską rozpoczął od występów na Broadwayu w spektaklu Neila Simona Eugene Trilogy (Brighton Beach Memoirs, Biloxi Blues i Broadway Bound) i filmowej adaptacji komedii Neila Simona Brighton Beach Memoirs (1986).
7 czerwca 2007 roku poślubił aktorkę Jennifer Finnigan.

## Filmografia

### Filmy fabularne
- 1985: Dziewczyny chcą się bawić jako Drew Boreman
- 1989: Weekend u Berniego jako Richard Parker
- 1991: Precedensowa sprawa jako Brian
- 1992: Droga na Broadway (TV) jako Stanley Jerome
- 1992: Ze śmiercią jej do twarzy jako Jay Norman
- 1993: Weekend u Berniego 2 jako Richard Parker
- 1994: Wielka mała liga jako Jim Bowers
- 1998: Dziwna para II jako Brucey Madison
- 2001: Ustawieni jako kawaler
- 2006: Coffee Date jako Barry
- 2008: Beethoven 6 – Wielka ucieczka jako Eddie Bob
- 2011: Swingowanie z Finkelami jako Peter

### Seriale TV
- 1984-86: Gimme a Break! jako Jonathan Maxwell
- 1994: Prawdziwe potwory jako Pugh (głos)
- 1995: Przyjaciele jako dr Franzblau
- 1995: Karolina w mieście jako Jonathan Eliot
- 1995-97: Ostatni do wzięcia jako Jonathan Eliot
- 2003: Mów mi swatka jako Barry
- 2004: CSI: Kryminalne zagadki Miami jako Jay Seaver
- 2004–2005: Kim Kolwiek jako Jimmy Ding (głos)
- 2007: W nagłym wypadku jako Pete Durkin
- 2008: Wzór jako Kurt Young
- 2009: Świry jako Lyin’ Ryan
- 2011: Greek jako Brad
- 2011: Białe kołnierzyki jako Gerald Jameson
- 2012: Rozpalić Cleveland jako dr Minton
- 2013: Poniedziałki na chirurgii jako dr John Lieberman
- 2014: Prawo i porządek: sekcja specjalna jako Josh Galloway
- 2014: Matka jest tylko jedna jako Harrison Marlowe